# Nephele raffrayi
Nephele raffrayi är en fjärilsart som beskrevs av Charles Oberthür 1878. Nephele raffrayi ingår i släktet Nephele och familjen svärmare. Inga underarter finns listade i Catalogue of Life.